# Agrado
Agrado is een gemeente in het Colombiaanse departement Huila. De gemeente telt 8459 inwoners (2005).
Acevedo · Agrado · Aipe · Algeciras · Altamira · Baraya · Campoalegre · Colombia · Elías · Garzón · Gigante · Guadalupe · Hobo · Iquira · Isnos · La Argentina · La Plata · Nátaga · Neiva · Oporapa · Paicol · Palermo · Palestina · Pital · Pitalito · Rivera · Saladoblanco · San Agustín · Santa María · Suaza · Tarqui · Tello · Teruel · Tesalia · Timaná · Villavieja · Yaguará